# チャールズ・モーガン

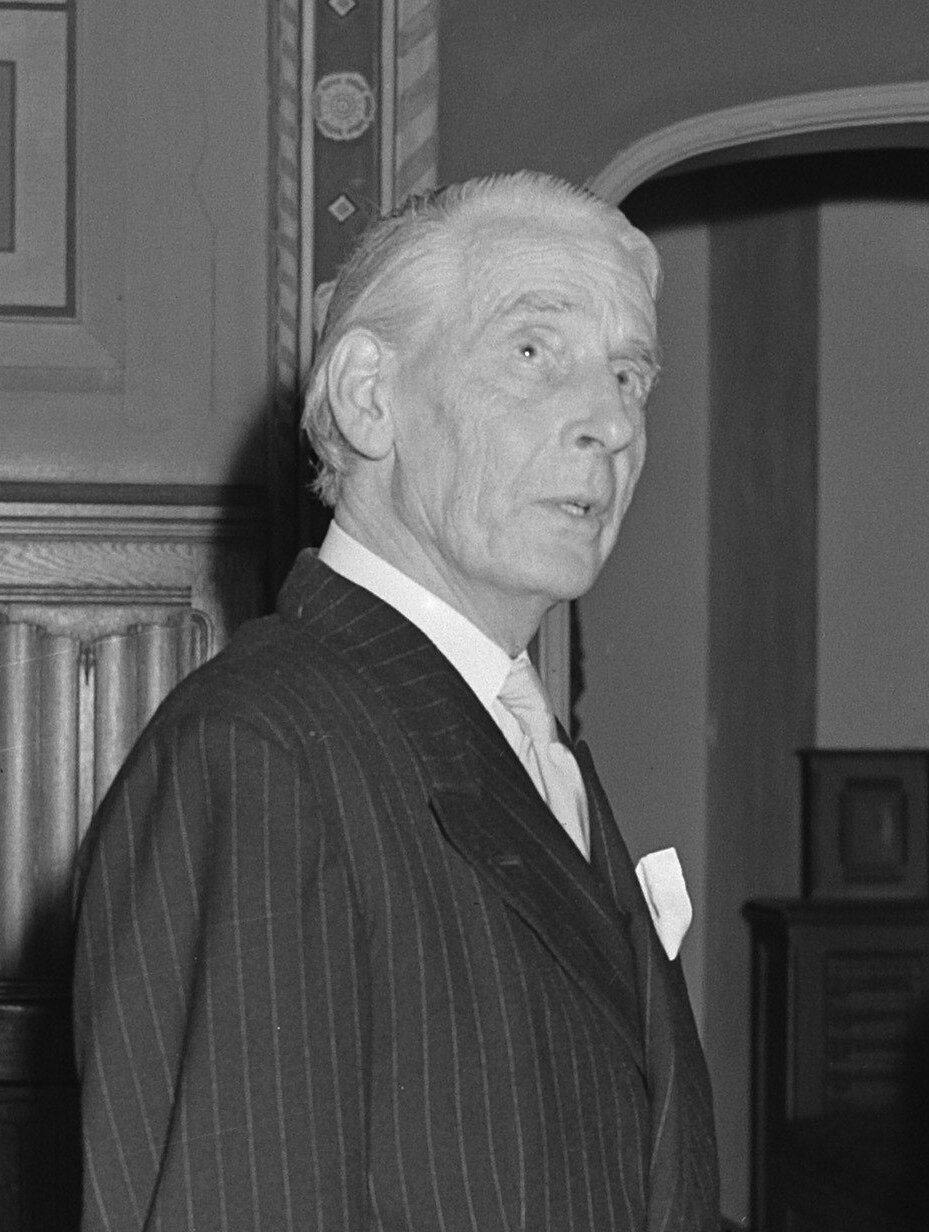
チャールズ・モーガン (1954)

チャールズ・モーガン（Charles Morgan、1894年1月22日-1958年2月6日）は、英国の小説家。国際ペンクラブ会長を務めた。

## 概略
ケント州生まれ。第一次世界大戦中は海軍に入隊するが、1914ー17年捕虜としてオランダで抑留生活を送る。戦後オックスフォード大学在学中から創作活動を行い、1919年捕虜経験を描いた「士官次室」を発表。1921年にはロンドン・タイムズに入社し、劇評を担当。作品はほかに、第二次世界大戦従軍中に人生・文学についての思いをタイムズ文芸付録に寄稿したエッセー集「鏡に写る影」（1946年)、「精神の自由」(1951年)などがあり、フランスで好評を得た。1953-56年国際ペンクラブ会長を務めた。

## 日本語訳
- 『扉開きぬ』高野弥一郎訳. 蒼樹社, 1951
- 『脱出路 リヴァ・ライン』中橋一夫訳 (岩波現代叢書) 岩波書店, 1954
- 『太陽レンズ』藤掛悦二訳 (現代海外戯曲）白水社, 1955
- 『鏡に映る影』矢本貞幹,笹山隆訳 (南雲堂不死鳥選書)  1958